# Koło deptakowe
Koło deptakowe, deptak – rodzaj silnika przekształcającego energię siły żywej – człowieka, konia, bydła – w energię mechaniczną.